# Бризё, Огюст
Жюлье́н Огю́ст Пела́ж Бризё (фр. Julien Auguste Pélage Brizeux; 1805—1858) — французский поэт.

## Биография
Жюльен Огюст Пелаж Бризё родился 12 сентября 1805 года в Лорьяне, в Бретани.
Его первые стихотворения: «Marie» (1832), «Primel et Noia», «Les Ternaires» или «La Fleur d’or» (1841) — прекрасные идиллии, в которых он воспевает свою родную Бретань.
Жюльен Огюст Пелаж Бризё умер 3 мая 1858 года в Монпелье.
Стихотворения «Les Bretons» (1845) и «Histoires poétiques» (1854) Французская академия увенчала премией. Кроме того, Бризё перевел прозой «Божественную комедию» Данте (1840).